# Stanisław Duniecki
Stanisław Duniecki   (Lviv, 25 de novembre de 1839 - Venècia, 16 de desembre de 1870). fou un compositor i director d'orquestra polonès.
Inicialment, va estudiar piano i composició amb Joseph Christoph Kessler. Els anys 1854-1858 va ser estudiant a Leipzig, el 1859 els va completar a Viena, després amb François-Joseph Fétis a Brussel·les i Hector Berlioz a París. El 1863 va tornar al país i va ocupar la posició de mestre de banda en una petita etapa polonesa a Chernivtsi. El 1864 es va convertir en el mestre de banda del teatre de Lviv, on va escenificar la seva més popular opereta Paziowie królowej Marysieńki, que també es va interpretar el 1865 a Viena i Cracòvia. Helena Modrzejewska feia aleshores el paper de Stefan. Aleshores Duniecki es va quedar a Varsòvia, va escriure reportatges sobre interpretacions d'òpera al setmanari "Kłosy". Com que l'òpera a Varsòvia no va escenificar la seva Paziów, va ocupar el 1866 el càrrec de mestre de banda de l'orquestra teatral de Cracòvia.
Durant la seva estada a Cracòvia, va organitzar actuacions d'òpera: va escenificar Halka (29 de novembre de 1866), amb la participació de M. Gruszczyńska (i el seu compositor era el 29 de desembre de 1866), i Verbum noble (18 de gener de 1867) de Stanisław Moniuszko, així com les seves pròpies òperes i operetes - però malgrat aquests esforços no va persistir en l'òpera de Cracòvia. Duniecki també va escriure articles al setmanari "Kalina" de Cracòvia. A causa d'una malaltia pulmonar, va anar a l'estranger el 1867; es va quedar a Romania, Merana, Tirol i finalment es va establir a Venècia. Va morir el 16 de desembre de 1870 a Venècia a causa de la tuberculosi.

L'obra de Duniecki encara no s'estudia, va compondre principalment òperes còmiques, operetes i vaudevilles, referint-se a les obres de Rossini i Offenbach. També va intentar modelar-se a Wagner, però la seva prematura mort no li va permetre compondre l'òpera eslava divendres. Igor.

## Composicions seleccionades
- operetes: Korylla (1859), Odaliski (1866);
- òperes còmiques: Paziowie królowej Marysieńki (1864), Dożynki czyli Pierwsze wrażenia (1865);
- Simfonia (1858);
- cançons, incloses Wiośnianki (1862), Què hi ha per somiar amb l'amor; Pobre cor a una noia; Regal.